# Nicola Farron
Nicola Farron, pseudonimo di Nicola Puddu (Oristano, 8 febbraio 1964), è un attore italiano.

## Biografia
Figlio di un imprenditore sardo e di un'insegnante irlandese da cui prende il cognome d'arte, cresce a Cagliari; dopo la scuola media si trasferisce a Chicago, dove consegue il diploma superiore per poi frequentare l'Actors Studio per due anni.
All'inizio degli anni ottanta, tornato a Roma, viene fermato all'aeroporto di Fiumicino, reo di non essersi presentato alla visita medica obbligatoria per la leva militare. Decide quindi di iniziare da subito i dodici mesi di leva, e successivamente lavora a Cinecittà come interprete italiano-inglese per le produzioni americane. Debutta poco tempo dopo, nel 1984, prendendo parte al film College.
Con Giuliano Montaldo e Gianfranco Mingozzi si sviluppa come attore misurato: col primo recita ne Gli occhiali d'oro, col secondo ne Il frullo del passero e L'appassionata, nonché nel programma televisivo Le ombre lunghe. Ottiene un ottimo riscontro da parte di pubblico e critica, e nel 1989, sul set di Vita coi figli di Dino Risi, conosce l'esordiente Monica Bellucci, che diventa sua compagna di vita per sei anni.
Nel 1990 compare in Arrivederci Roma, diretto da Clive Donner, ed è tra i protagonisti de L'avaro, in cui viene però doppiato da Vittorio Guerrieri. Il picco di popolarità arriva nel 1992, con la soap-opera Edera, in cui interpreta il protagonista maschile Andrea.
A partire dalla metà degli anni novanta, pur lavorando ancora in diverse serie e miniserie-tv, la carriera di Farron incontra un brusco declino, sia in ambito cinematografico che televisivo. I ruoli a lui assegnati infatti scarseggiano sempre più, fino a ridursi a qualche sporadica interpretazione di contorno in serie televisive; fatte eccezioni per i film Via del Corso (2000), Hotel  (di Mike Figgis nel 2001) e Raul - Diritto di uccidere (2005). Proprio per questo motivo nel 2007 prende la decisione di tornare a vivere a Cagliari. Nel 2001 è sul set di Kidnapped in Rio, film per la tv diretto dallo statunitense Joshua Sinclair, e partecipa poi alla quarta stagione di Un medico in famiglia, in cui interpreta il ruolo di Franco Caselli.
Ormai da più di un decennio, fa l'albergatore in Brasile.

## Filmografia

### Cinema
- College, regia di Castellano e Pipolo (1984)
- Camping del terrore, regia di Ruggero Deodato (1987)
- Gli occhiali d'oro, regia di Giuliano Montaldo (1987)
- Il frullo del passero, regia di Gianfranco Mingozzi (1988)
- L'appassionata, regia di Gianfranco Mingozzi (1988)
- Arrivederci Roma, regia di Clive Donner (1990)
- L'avaro, regia di Tonino Cervi (1990)
- Il cielo è sempre più blu, regia di Antonello Grimaldi (1995)
- A Deadly Compromise, regia di Giovanni Robbiano (2000)
- Via del Corso, regia di Adolfo Lippi (2000)
- Hotel, regia di Mike Figgis (2001)
- Raul - Diritto di uccidere, regia di Andrea Bolognini (2005)

### Televisione
- Portami la luna, regia di Carlo Cotti (1986)
- Le lunghe ombre, regia di Gianfranco Mingozzi (1987)
- Nessuno torna indietro, regia di Franco Giraldi (1987)
- De mémoire de rose, regia di Yves Amoureux (1990)
- Vita coi figli, regia di Dino Risi (1990)
- Edera, regia di Fabrizio Costa - telenovela (1992)
- La peur, regia di Daniel Vigne (1992)
- Un amore rubato, regia di Rodolfo Roberti (1993)
- Senza cuore, regia di Mario Caiano (1996)
- L'uomo che ho ucciso, regia di Giorgio Ferrara (1996)
- Il maresciallo Rocca 2 - Episodio: Senza perché (1998)
- Provincia segreta, regia di Francesco Massaro (1998)
- Avvocati, regia di Giorgio Ferrara (1998)
- Sotto il cielo dell'Africa, regia di Ruggero Deodato (1998)
- La vita che verrà, regia di Pasquale Pozzessere (1999)
- Kidnapped in Rio, regia di Jörg Grünler (2000)
- La squadra (2000)
- Shaka Zulu: The Citadel, regia di Joshua Sinclair (2001)
- Cinecittà, regia di Alberto Manni (2003)
- Casa famiglia 2, regia di Tiziana Aristarco e Riccardo Donna (2003)
- Un medico in famiglia 4, regia di Isabella Leoni e Claudio Norza (2004)
- Artemisia Sanchez, regia di Ambrogio Lo Giudice (2008)
- Rex, regia di Marco Serafini - Episodi: L'Incontro e Calibro 7.65 (2008)
- Provaci ancora prof! 3 (2008)

## Doppiatori italiani
- Fabio Boccanera ne Gli occhiali d’oro
- Vittorio Guerrieri ne L’avaro
- Mauro Gravina in Camping del terrore

A detta del doppiatore Fabio Boccanera, per un periodo Nicola Farron avrebbe seguito i suoi turni di doppiaggio come apprendista, imparando così a doppiarsi autonomamente in caso di necessità.